# Apartheid israélien

Territoires palestiniens occupés en 2011. En rouge, les zones partiellement administrés par les Palestiniens.

L’apartheid israélien désigne l’ensemble des mesures de ségrégation, d’exclusion et de discrimination, menées envers la population palestinienne par l’État d’Israël, dans le cadre de son occupation et de son administration actuelles des territoires palestiniens. Plusieurs organisations palestiniennes, israéliennes et internationales ont déclaré que l’ensemble et la gravité des violations des droits humains commises envers les Palestiniens dans les territoires occupés, et parfois même en Israël, équivalaient au crime d'apartheid, qui constitue un crime contre l’humanité. L'avis consultatif de la Cour internationale de justice sur les conséquences juridiques des politiques et pratiques d'Israël dans le territoire palestinien occupé, y compris Jérusalem-Est en juillet 2024 reconnaît la situation d'apartheid mise en place par Israël.

## Avis sur l'applicabilité

### Premiers rapports

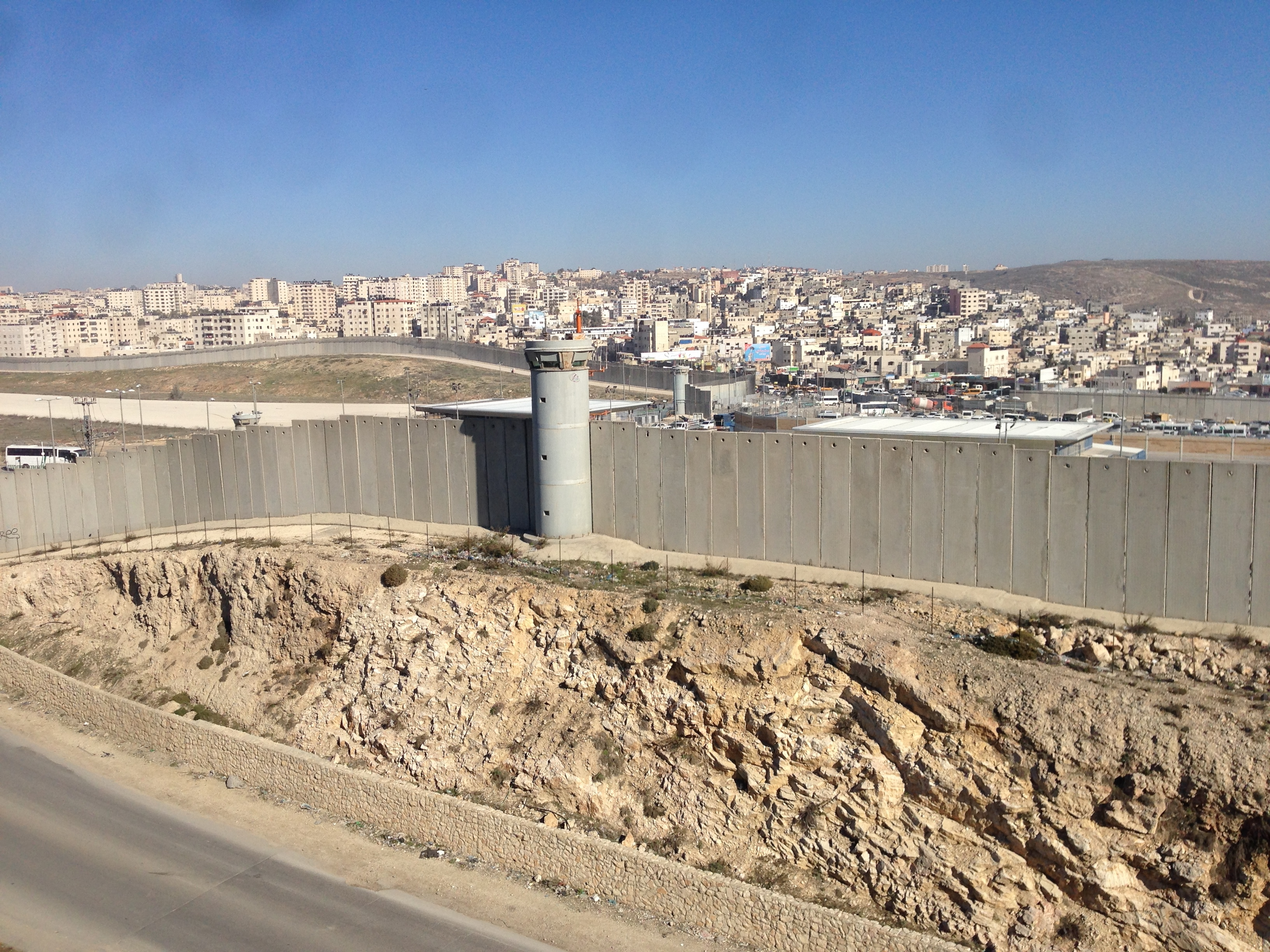
Miradors et mur de séparation israélien près du village palestinien de Kalandia.

L'analogie a été utilisée par des chercheurs, des enquêteurs des Nations unies, des groupes des droits de l'homme, dont certains ont également accusé Israël d'avoir commis le crime d'apartheid,. Les critiques de la politique israélienne disent qu'il y a « un système de contrôle » en Cisjordanie occupée par Israël — comprenant les colonies juives, le système d'identification, les routes séparées pour les citoyens israéliens et palestiniens, les postes de contrôle militaire, la loi « discriminatoire » sur le mariage, le mur de séparation, l'emploi de travailleurs palestiniens à bon marché, l'enclavement de la Cisjordanie, les inégalités face aux infrastructures, aux droits juridiques, ainsi qu'à l'accès à la terre et aux ressources entre Palestiniens et résidents israéliens dans les territoires occupés par Israël — ressemblant sous certains aspects au régime d'apartheid en Afrique du Sud, et que des éléments de l'occupation par Israël constituent des formes de colonialisme et d'apartheid, en contradiction avec le droit international. Certains commentateurs étendent l'analogie, ou l'accusation, en décrivant les arabes israéliens comme des citoyens de seconde zone.
En 2006, dans un livre intitulé Palestine : la paix, pas l'apartheid, l'ancien président américain Jimmy Carter utilise cette analogie pour décrire la situation dans les Territoires palestiniens occupés, estimant que ce terme se justifie par « les barrières grillagées, les détecteurs électriques et les blocs de béton installés par les autorités israéliennes le long de la frontière avec la Cisjordanie. » Critiqué par les pro-israéliens américains, il précise : « Je n'ai jamais allégué dans le livre ou autrement qu'Israël, en tant que nation, était coupable d'apartheid. Mais il y a une distinction claire entre les politiques au sein de la nation d'Israël et dans les territoires occupés qu'Israël contrôle. ».

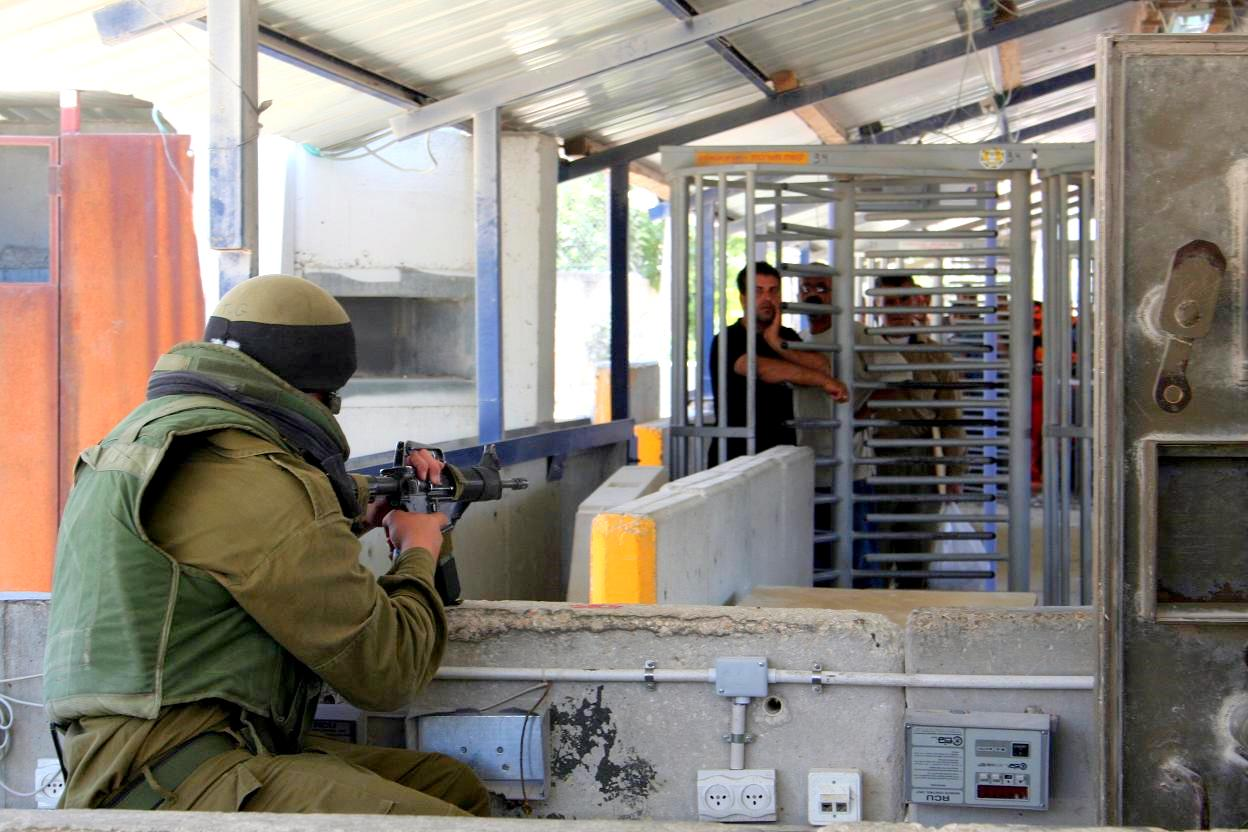
Soldat israéliens face à des Palestiniens attendant au check-point d'Hawara en Cisjordanie occupée.

Le journaliste Joseph Lelyveld, ancien directeur exécutif du New York Times et ex-correspondant en Afrique du Sud, juge appropriée cette analogie et considère que, proportionnellement, Israël s'est approprié autant de territoires que le régime d'Afrique du Sud. En outre, il note qu'existait en Afrique du Sud un système complexe de permissions destiné à réguler le déplacement des individus selon leur statut légal ; système qu'il compare à celui d'Israël pour classer et limiter les allées et venues des Palestiniens. Le correspondant à Jérusalem du journal britannique The Guardian, Chris McGreal, estime « qu'il existe peu d'endroits dans le monde où les gouvernements élaborent une série de lois sur les nationalités et les résidences conçues pour être utilisées par une partie de la population contre l'autre. L'Afrique du Sud de l'apartheid en fut un. Israël en est un autre ».

### Organisations internationales
En mars 2017, la Commission économique et sociale pour l'Asie occidentale (CESAO) dirigée par la Jordanienne Rima Khalaf, une commission régionale de l'Organisation des Nations unies (ONU) chargée des questions de développement dans le monde arabe, a publié un rapport indiquant qu'« Israël est coupable de politique et de pratiques constitutives du crime d'apartheid ». À la suite de cette publication, le secrétaire général de l'ONU, Antonio Guterres, a demandé à la CESAO de dé-publier ce rapport au motif que l'ONU « ne peut pas accepter qu'un secrétaire général adjoint ou tout autre responsable de l'ONU (...) autorise une publication sous le logo de l'ONU sans consulter les départements concernés et lui-même »,. En guise de protestation contre les pressions sur le retrait de ce rapport, Rima Khalaf, démissionne.
Le 19 juillet 2024, la Cour internationale de justice juge illégales les annexions de terres et la construction de colonies à Jérusalem-Est et en Cisjordanie et exige la fin de ces pratiques « dès que possible ». La Cour juge également que les « discriminations systématiques et le régime de ségrégation » qu'imposerait Israël en Cisjordanie et à Jérusalem-Est constituaient un apartheid ,. Josep Borrell, le chef de la diplomatie européenne, estime le lendemain que cet avis de la CIJ est « largement cohérent » avec les positions de l'Union Européenne.
La rapporteure spéciale de l’ONU pour les territoires palestiniens, la juriste italienne Francesca Albanese, dénonce également un apartheid.

### En Israël et dans le monde
L'accusation qui pèse sur Israël de mettre en place un système similaire à celui de l'apartheid est formulée aussi par des Israéliens, telles les associations Yesh Din (en) en 2020 ou B'tselem en 2021 dont le directeur Hagai El-Ad a déjà comparé en 2018 les enclaves palestiniennes de Cisjordanie occupée à des bantoustans, par les prix Nobel de la paix Nelson Mandela, Desmond Tutu, Jimmy Carter, Yasser Arafat, Rigoberta Menchú, Mairead Maguire et Betty Williams, Jody Williams et Adolfo Pérez Esquivel, ; et de nombreux politiques israéliens y compris trois premiers ministres (David Ben-Gurión, Ehud Ólmert et Ehud Barak),,,,,.
La Fondation Friedrich-Ebert a par ailleurs publié trois études sur le processus de négociation et de transition sud-africaine et sur les enseignements qui pourraient en être tirés pour parvenir à un processus de paix entre Israël et Palestine. Gérard Araud, ancien ambassadeur français aux États-Unis et en Israël, qualifie Israël « d'État d'apartheid » lors de son départ en retraite, en 2019.

### Human Rights Watch
L'organisation Human Rights Watch estime dans son rapport paru le 27 avril 2021 qu'un seuil a été franchi et que « les autorités israéliennes commettent les crimes contre l’humanité d’apartheid et de persécution », ajoutant que « cette conclusion se fonde sur une politique globale du gouvernement israélien qui vise à maintenir la domination des Israéliens juifs sur les Palestiniens, et sur de graves abus commis contre les Palestiniens vivant dans le territoire occupé, y compris Jérusalem-Est ».

### Amnesty International
L'organisation Amnesty international déclare dans son rapport du 1er février 2022 que l'État d’Israël pratique un régime d’apartheid contre les Palestiniens. Elle estime que « Les autorités israéliennes doivent rendre des comptes pour le crime d'apartheid commis contre la population palestinienne, {…} L’enquête présente en détail le système d’oppression et de domination qu’Israël inflige au peuple palestinien partout où ce pays contrôle ses droits. Sont concernés les Palestiniens et Palestiniennes qui vivent en Israël et dans les territoires palestiniens occupés (TPO), ainsi que les réfugiés déplacés dans d’autres pays ».
Ce rapport est allé plus loin que les rapports précédents des autres associations de droits de l'homme dans deux dimensions. La première est temporelle en considérant que le système d'apartheid remonte à 1948 : « Depuis sa création en 1948, Israël mène une politique visant à instituer et à entretenir une hégémonie démographique juive et à optimiser son contrôle sur le territoire au bénéfice des juifs et juives israéliens ». La deuxième dimension est spatiale : Amnesty International considère que les pratiques d'apartheid concernent tout l'espace du conflit israélo-palestinien : « Les recherches d’Amnesty International montrent néanmoins que l’ensemble de la population palestinienne est soumise à un seul et même système ».

### En Palestine occupée: Hébron

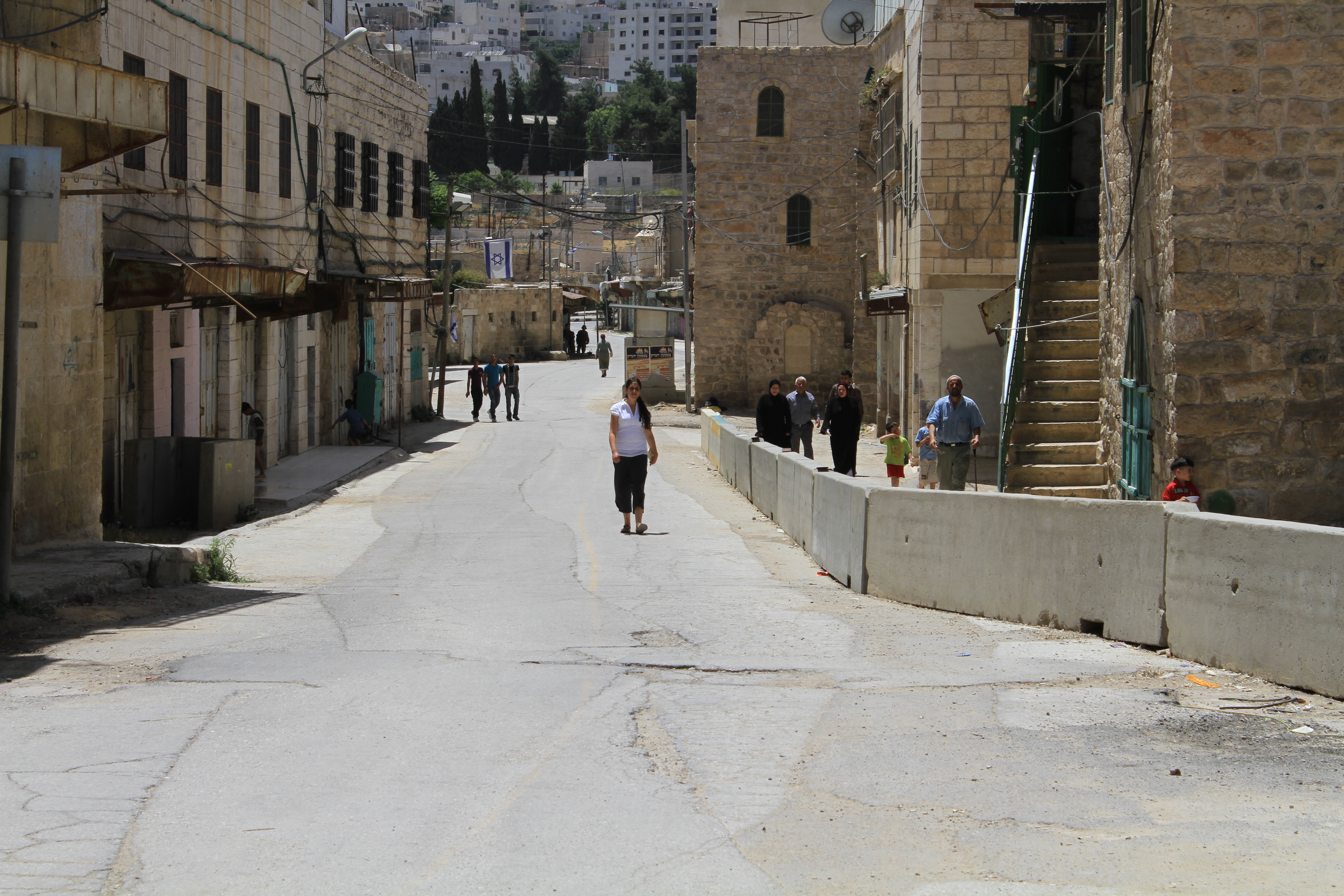
Rue Al-Shuhada, surnommée la « rue de l'apartheid » et située dans la Vieille ville d'Hébron, en territoire occupé palestinien.
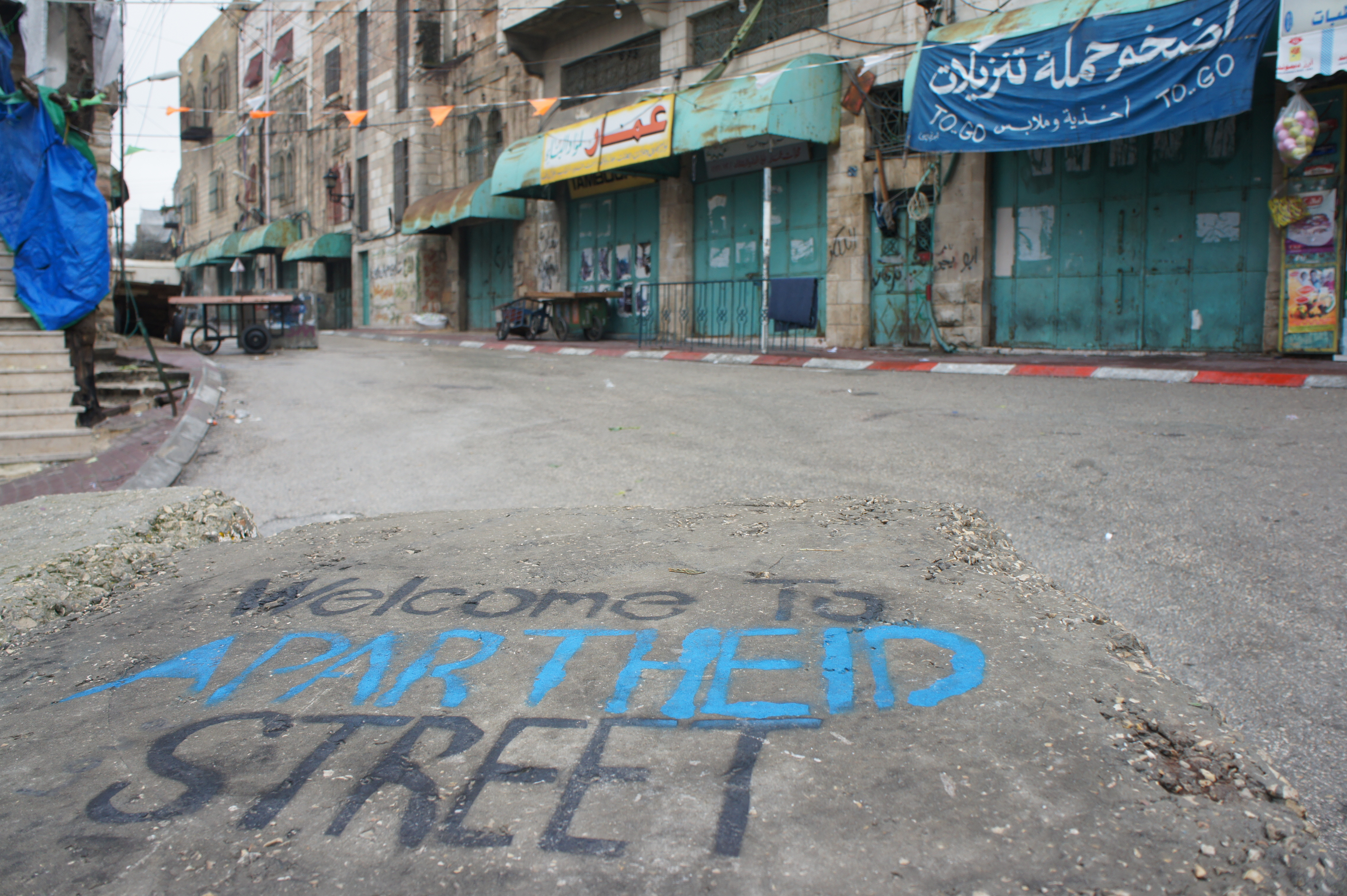
Tag au milieu de la rue à Hebron : « Bienvenue dans la rue de l'apartheid ».